# Блакитна бухта (Новий Світ)

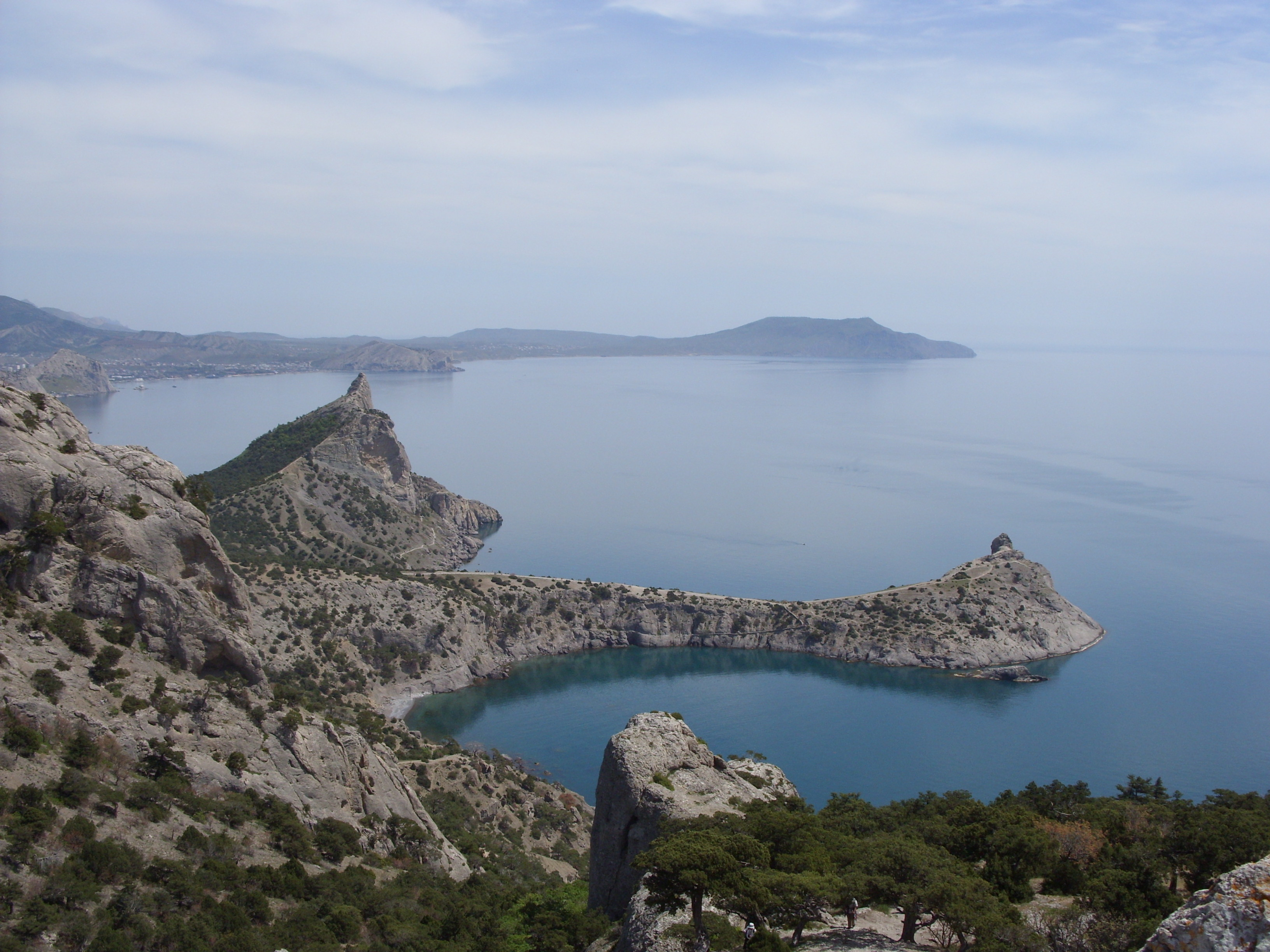
Краєвид на Блакитну бухту

Блакитна бухта (Бухта Делімано) — затока в Криму, відома як Царська бухта. Розташована біля містечка Новий Світ Феодосійського району Автономної Республіки Крим. Зі східного боку бухти — мис Капчик.Тут розташований відомий Царський пляж (нині — це заповідна зона, тому помилуватися нею можна тільки з екскурсійного катера).

## У кінофільмах
У Блакитній бухті зняті епізоди радянських кінофільмів: «Пірати XX століття», «Людина-амфібія», «Три плюс два», «Спортлото-82».

## Галерея

Краєвиди Блакитної бухти
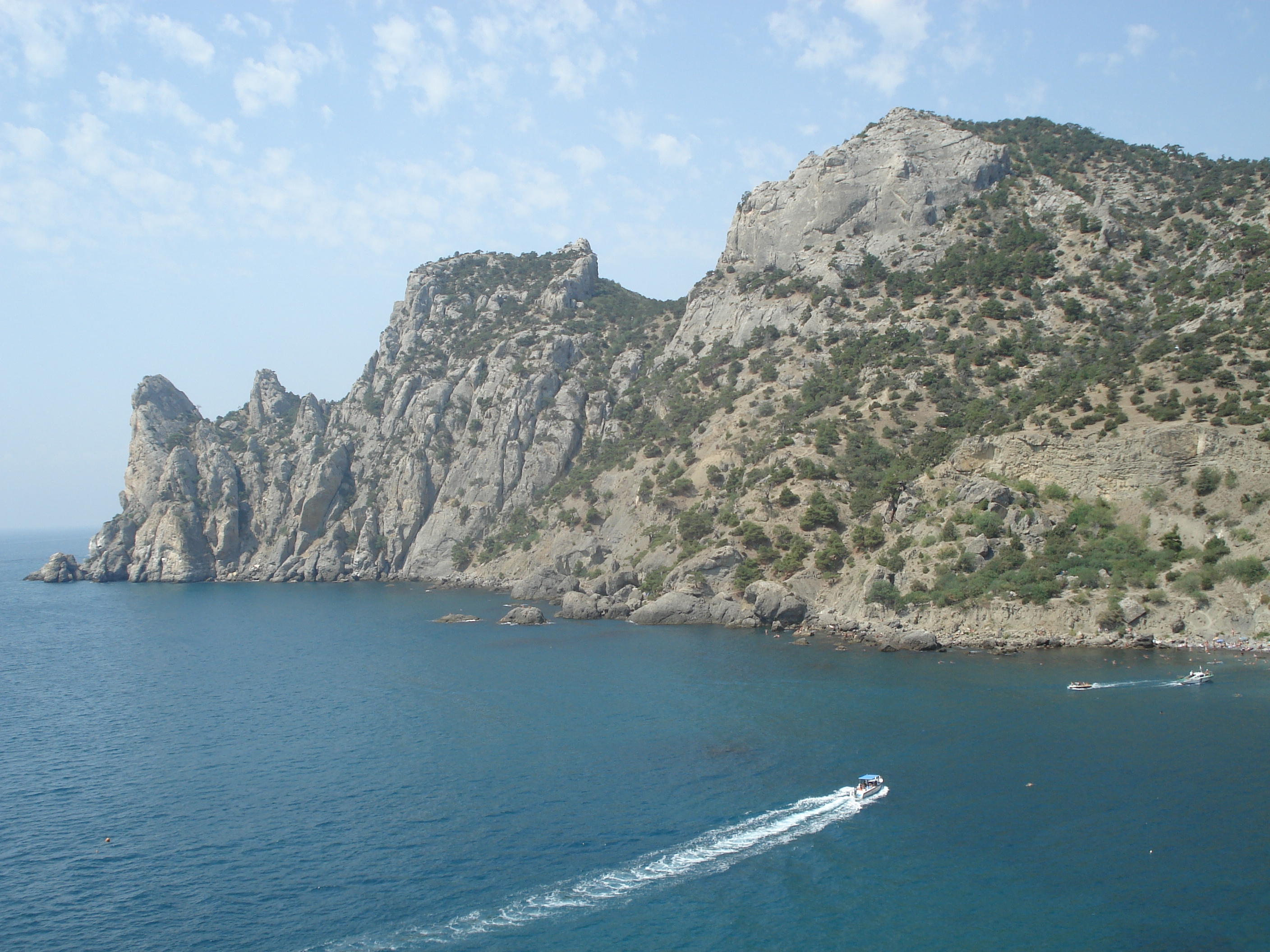
З гори Караул-Оба
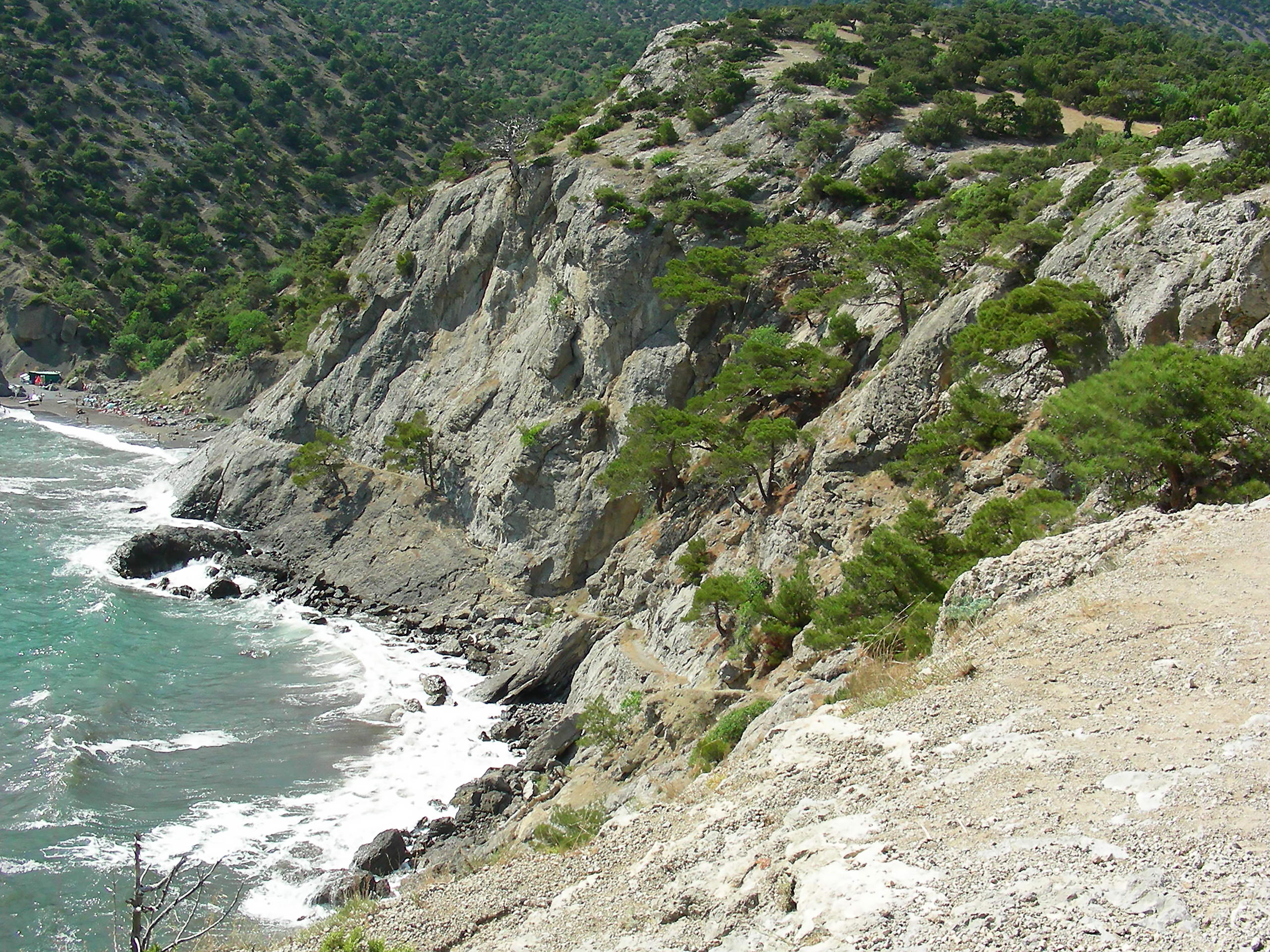
З Нового  Світу